# École des études internationales Josef Korbel
L'École des études internationales Josef Korbel (en anglais Josef Korbel School of International Studies), aussi désignée par le sigle JKSIS, fondée en 1964, est l'une des facultés ou écoles de l'université de Denver.

## Scientométrie
JKSIS est classée 11e dans le classement des écolés des études internationales les plus globales, réalisé par le magazine américain Foreign Policy en 2012. 

## Personnalités liées
Condoleezza Rice, secrétaire d'État des États-Unis de 2005 à 2009, obtient un doctorat en science politique de cette école en 1981.
Suisheng Zhao est professeur de politique chinoise et politique étrangère.